# I-153 (tàu ngầm Nhật)
I-53 (伊号第五三号潜水艦   I-gō Dai-gojūsan-gō sensuikan), nguyên là Tàu ngầm số 64, sau đổi tên thành I-153 (伊号第五三潜水艦  I-gō Dai-Hyaku-gojūsan sensuikan), là một tàu ngầm tuần dương  Lớp Kaidai thuộc lớp phụ IIIA nhập biên chế cùng Hải quân Đế quốc Nhật Bản vào năm 1927. Trong Chiến tranh Thế giới thứ hai, nó đã thực hiện ba chuyến tuần tra và hỗ trợ cho chiến dịch xâm chiếm Malaya vào tháng 12, 1941 và Đông Ấn thuộc Hà Lan vào đầu năm 1942. Sau đó nó phục vụ như một tàu huấn luyện cho đến khi bất hoạt vào tháng 1, 1944. Con tàu đầu hàng lực lượng Đồng Minh khi xung đột kết thúc vào tháng 8, 1945, và sau đó bị đánh chìm như như mục tiêu vào năm 1946 hay bị tháo dỡ vào năm 1948.

## Thiết kế và chế tạo

### Bối cảnh
Sau Chiến tranh Thế giới thứ nhất, Bộ tham mưu Hải quân Đế quốc Nhật Bản bắt đầu cân nhắc chiến tranh tàu ngầm như một thành phần chiến lược của hạm đội, dựa trên thành công của các cường quốc hải quân khi bố trí tàu ngầm tuần dương tầm xa để đánh phá tàu buôn trong Thế Chiến I. Các nhà chiến lược Nhật Bản nhận ra khả năng sử dụng tàu ngầm để trinh sát tầm xa, cũng như trong cuộc chiến tranh tiêu hao chống lại một hạm đội đối phương tiếp cận Nhật Bản. Họ đã sở hữu hai tàu ngầm lớn có tầm hoạt động xa, I-52 và I-52 trong khuôn khổ Chương trình Hạm đội 8-6, khi họ nhận được bảy tàu U-boat của Hải quân Đế quốc Đức vào ngày 20 tháng 6, 1919 như là chiến lợi phẩm sau khi Thế Chiến I kết thúc, Hải quân Nhật bắt đầu xem xét lại các khái niệm thiết kế tàu ngầm của họ. Phía Nhật Bản nhanh chóng thuê hàng trăm kỹ sư, kỹ thuật viên tàu ngầm và sĩ quan U-boat đang thất nghiệp sau khi Đế quốc Đức thua trận, và đưa họ đến Nhật Bản theo hợp đồng kéo dài năm năm. Nhật Bản cũng phái các đại biểu đi sang Cộng hòa Weimar để tích cực mua lại nhiều bằng sáng chế.

### Thiết kế
Những tàu ngầm Lớp Kaidai IIIA là những tàu ngầm hạm đội Nhật Bản đầu tiên được chế tạo hàng loạt.  Phần lớn dựa trên kiểu Kaidai II với chiếc I-52 duy nhất được chế tạo, với thân tàu vỏ kép được gia cố, thiết kế của lớp còn chịu ảnh hưởng bởi U-125, chiếc tàu ngầm Đức chiến lợi phẩm lớn nhất mà họ sở hữu.
Chúng có trọng lượng choán nước 1.800 tấn Anh (1.829 t) khi nổi và 2.300 tấn Anh (2.337 t) khi lặn, lườn tàu có chiều dài 100 m (328 ft 1 in) và mạn tàu rộng 8 m (26 ft 3 in) và mớn nước sâu 4,82 m (15 ft 10 in). Thủy thủ đoàn đầy đủ bao gồm 60 sĩ quan và thủy thủ. Thân tàu có kích thước tương tự chiếc I-52, nhưng lớp vỏ trong chịu áp lực dày hơn cho phép nó lặn đến độ sâu 60 m (200 ft). Thể tích bên trong tàu nhỉnh hơn nhờ mặt cắt con tàu có hình thang, nên trọng lượng choán nước tăng thêm 300 tấn. Những khác biệt bên ngoài bao gồm một bộ cắt lưới chống tàu ngầm trước mũi và một vòng O để cứu kéo.
Sulzer tiếp tục được chọn là nhà cung cấp động cơ diesel, với tính năng được cải thiện đôi chút so với I-52. Chúng di chuyển trên mặt nước nhờ hai động cơ diesel 3.400 mã lực phanh (2.535 kW), mỗi chiếc vận hành một trục chân vịt. Khi lặn, mỗi trục được vận hành bởi một động cơ điện 900 mã lực (671 kW). Con tàu có thể đạt tốc độ tối đa 20 hải lý trên giờ (37 km/h; 23 mph) khi nổi và 8 hải lý trên giờ (15 km/h; 9,2 mph)khi lặn. Khi Kaidai IIIA di chuyển trên mặt nước nó đạt tầm xa hoạt động 10.000 hải lý (19.000 km; 12.000 mi) ở tốc độ 10 hải lý trên giờ (19 km/h; 12 mph), và có thể lặn xa 90 nmi (170 km; 100 mi) ở tốc độ 3 hải lý trên giờ (5,6 km/h; 3,5 mph).
Lớp Kaidai IIIA có tám ống phóng ngư lôi 53,3 cm (21,0 in), gồm sáu ống trước mũi và hai ống phía đuôi; mỗi ống mang theo một quả ngư lôi nạp lại, nên mang tổng cộng 16 ngư lôi. Chúng cũng trang bị một 12 cm (4,7 in)/45 caliber trên boong tàu.

### Chế tạo
Được chế tạo bởi Xưởng vũ khí Hải quân Kure tại Kure, được đặt lườn như là chiếc Tàu ngầm số 64 (第六十四号潜水艦  Dai-rokujūyon-gō sensuikan) vào ngày 1 tháng 4, 1924, rồi đổi tên thành I-53 (伊号第五三号潜水艦   I-gō Dai-gojūsan-gō sensuikan) vào ngày 1 tháng 11, 1924.  Nó được hạ thủy vào ngày 5 tháng 8, 1925, rồi hoàn tất và nhập biên chế vào ngày 30 tháng 3, 1927.

## Lịch sử hoạt động

### 1927 - 1941
Khi nhập biên chế, I-53 được phân về Quân khu Hải quân Kure. Vào ngày 5 tháng 5, 1927, nó gia nhập Đội tàu ngầm 17 thuộc quyền Hải đội Tàu ngầm 2, trực thuộc Đệ Nhị hạm đội, nằm trong thành phần Hạm đội Liên hợp. Vào ngày 5 tháng 9, 1927, nó được điều động sang Đội tàu ngầm 18 mới được thành lập, vẫn trực thuộc Hải đội Tàu ngầm 2. Sang ngày 1 tháng 12, 1930, đội được điều sang Đội Phòng thủ Kure thuộc Quân khu Hải quân Kure, rồi đến ngày 1 tháng 12, 1931 lại có một lượt phục vụ cùng Hải đội Tàu ngầm 2 thuộc Đệ Nhị hạm đội.
Vào ngày 29 tháng 6, 1933, cùng với các tàu ngầm khác thuộc Đội tàu ngầm 18: I-54 và I-55, và Đội tàu ngầm 19 bao gồm các chiếc I-56, I-57 và I-58, I-53 khởi hành từ Sasebo cho một đợt huấn luyện ngoài khơi Trung Quốc và Mã Công thuộc quần đảo Bành Hồ, và khi kết thúc đã đi đến Cao Hùng, Đài Loan vào ngày 5 tháng 7, 1933. Họ rời Cao Hùng vào ngày 13 tháng 7 để tiếp tục huấn luyện tại vùng biển Trung Quốc rồi quay trở lại vịnh Tokyo vào ngày 21 tháng 8. Đến ngày 25 tháng 8, cả sáu chiếc tàu ngầm đều đã tham gia cuộc duyệt binh hạm đội tại Yokohama. Đội tàu ngầm 18 được điều sang Đội Phòng thủ Kure thuộc Quân khu Hải quân Kure vào ngày 15 tháng 11, rồi sang Hải đội Bảo vệ Kure cũng thuộc Quân khu Hải quân Kure vào ngày 11 tháng 12.
Vào ngày 1 tháng 2, 1934, Đội tàu ngầm 18 quay trở lại phục vụ cùng Hải đội Tàu ngầm 2 thuộc Đệ Nhị hạm đội, rồi I-53 khởi hành từ Sasebo vào ngày 7 tháng 2, 1935, cùng tám tàu ngầm khác thuộc Hải đội Tàu ngầm 2; I-54, I-55, I-59, I-60, I-61, I-62, I-63 và I-64, cho một chuyến đi huấn luyện tại khu vực quần đảo Kuril. Chuyến đi kết thúc khi họ đến vịnh Sukumo, Shikoku vào ngày 25 tháng 2, 1935. Chín chiếc tàu ngầm đã rời Sasebo vào ngày 29 tháng 3, 1935 để huấn luyện tại vùng biển Trung Quốc, và quay trở lại Sasebo vào ngày 4 tháng 4, 1935.  Đến ngày 15 tháng 11, 1935, Đội tàu ngầm 18 được điều động sang Hải đội Tàu ngầm 1 trực thuộc Đệ Nhất hạm đội, nằm trong thành phần Hạm đội Liên hợp. 
Vào ngày 1 tháng 2, 1936, I-53 lên đường cho một đợt thực tập ngoài khơi Honshu trong Thái Bình Dương. Nó đang hoạt động trên mặt biển với tầm nhìn giới hạn và đang hướng đến vịnh Sukumo, Shikoku vào ngày 27 tháng 2, khi nó gặp trục trặc động cơ và gặp tai nạn bị tàu ngầm I-56 va phải tại vị trí 32 nmi (59 km) về phía Đông Nam hải đăng Daiosaki. Cả hai đều bị hư hại nhẹ. Lại ra khơi trong một đợt thực tập hạm đội ngoài khơi Kyūshū vào tháng 5, 1936, nó lại bị hư hại nhẹ do va chạm với tàu ngầm I-55 vào ngày 10 tháng 5.
Đến ngày 15 tháng 11, 1939, Đội tàu ngầm 18 được điều sang Hải đội Tàu ngầm 4 trực thuộc Đệ Nhất hạm đội. Vào ngày 11 tháng 10, 1940, I-53 là một trong số 98 tàu chiến của Hải quân Đế quốc Nhật Bản được tập trung cùng với hơn 500 máy bay dọc bờ biển vịnh Yokohama để tham gia cuộc duyệt binh hạm đội lớn nhất trong lịch sử Nhật Bản, nhân kỷ niệm 2.600 năm đăng quang của Thiên hoàng Jimmu. Hải đội Tàu ngầm 4 được đặt dưới quyền điều động trực tiếp của Hạm đội Liên hợp vào ngày 15 tháng 11, 1940.

### 1941 - 1942
Khi lực lượng Hải quân Nhật Bản bắt đầu được huy động để chuẩn bị cho cuộc xung đột tại Thái Bình Dương, I-53, I-54 và I-55 khởi hành từ Kure vào ngày 20 tháng 11, 1941 để hướng sang Samah (nay là Tam Á) trên đảo Hải Nam, Trung Quốc, đến nơi vào ngày 26 tháng 11. Chúng rời Samah vào ngày 1 tháng 12 để hỗ trợ cho chiến dịch xâm chiếm Mã Lai thuộc Anh, đi đến khu vực tuần tra trong biển Đông về phía Bắc quần đảo Anambas vào ngày 7 tháng 12.

#### Chuyến tuần tra thứ nhất
Xung đột chính thức bắt đầu vào ngày 8 tháng 12, (7 tháng 12 bên kia đường đổi ngày), khi Hải quân Nhật bất ngờ tấn công căn cứ Trân Châu Cảng của Hải quân Hoa Kỳ, và Nhật Bản cũng bắt đầu xâm chiếm Malaya vào ngày hôm đó. Sau chuyến tuần tra mà không bắt gặp mục tiêu nào, I-53 quay về căn cứ tại vịnh Cam Ranh, Đông Dương thuộc Pháp vào ngày 20 tháng 12.

#### Chuyến tuần tra thứ hai
Cùng với tàu chị em I-54, I-53 rời vịnh Cam Ranh vào ngày 29 tháng 12 cho chuyến tuần tra tiếp theo. Cả hai đều chịu hư hại bởi sóng to do biển động mạnh, nên phải quay trở lại vịnh Cam Ranh để sửa chữa, và lên đường vào ngày 6 tháng 1, 1942 để tiếp tục chuyến tuần tra về phía Đông Bắc đảo Java, Đông Ấn thuộc Hà Lan. Nó quay về căn cứ vịnh Cam Ranh vào ngày 24 tháng 1.

#### Chuyến tuần tra thứ ba
I-53 cùng với I-54 rời vịnh Cam Ranh vào ngày 7 tháng 2, 1942 cho chuyến tuần tra thứ ba, nhằm hỗ trợ từ xa cho chiến dịch xâm chiếm Đông Ấn thuộc Hà Lan. Nó băng qua eo biển Lombok vào ngày 20 tháng 2 để tiến vào Ấn Độ Dương, nơi vào ngày 27 tháng 2 nó phóng ngư lôi tấn công tàu chở dầu Hà Lan Ben 2 (917 tấn), vốn đang vận chuyển đạn pháo 150 milimét (5,9 in) từ Surabaya, Java đến Australia. Ben 2 đắm tại vị trí khoảng 25 nmi (46 km) về phía Tây Nam Banyuwangi, Java. Sang ngày hôm sau, tại vị trí về phía Nam Tjilatjap, Java, nó phóng ngư lôi tấn công tàu chở hàng Anh City of Manchester (8.917 tấn) tại tọa độ 08°16′N 108°52′Đ / 8,267°N 108,867°Đ, rồi tiếp tục bắn phá mục tiêu bằng hải pháo, khiến City of Manchester đắm với tổn thất ba người thiệt mạng và sáu người mất tích. I-53 kết thúc chuyến tuần tra khi về đến vịnh Staring gần Kendari, Celebes vào ngày 8 tháng 3.

### 1942 - 1945
Hải đội Tàu ngầm 4 được giải thể vào ngày 10 tháng 3, 1942, và Đội tàu ngầm 18 được điều động về Đơn vị Phòng vệ Kure tại vùng biển nhà. I-53, I-54 và I-55 rời vịnh Staring vào ngày 16 tháng 3 và về đến Kure vào ngày 25 tháng 3, nơi chúng đảm nhiệm vai trò tàu huấn luyện. I-53 bị hư hại nhẹ khi bị va chạm với tàu tiếp liệu tàu ngầm Chōgei trong biển nội địa Seto vào khoảng ngày 8 tháng 5, 1942,  rồi đến ngày 20 tháng 5,  1942 nó được đổi tên thành I-153.
Vào ngày 5 tháng 1, 1943, I-153 cùng với tàu ngầm I-156 tham gia một thử nghiệm ngụy trang của Trường Tàu ngầm Hải quân trong biển nội địa Seto, khi cả hai được phủ một lớp sơn đen lên các mặt tháp chỉ huy và phía trên thân tàu. Từ ngày 26 tháng 3 đến ngày 1 tháng 12, 1943, nó phục vụ như là soái hạm của Đội tàu ngầm 18. Đang khi neo đậu tại Kure vào ngày 10 tháng 1, 1944, nó hoán đổi sĩ quan chỉ huy với tàu ngầm I-32.
Khi Đội tàu ngầm 18 được giải thể vào ngày 31 tháng 1, 1944, I-153 được đưa về lực lượng dự bị hạng tư và được điều đến chi nhánh Hirao của Trường Tàu ngầm Ōtake để phục vụ như một lườn tàu huấn luyện cố định. I-153 bị bỏ không tại Hirao khi Nhật Bản chấp nhận đầu hàng vào ngày 15 tháng 8, 1945, giúp chấm dứt vĩnh viễn cuộc xung đột.
Sau chiến tranh I-153 đầu hàng lực lượng Đồng Minh và rút tên khỏi đăng bạ vào ngày 30 tháng 11, 1945. Nó nằm trong 17 tàu ngầm được sử dụng như mục tiêu thực hành tác xạ, và bị hỏa lực từ các tàu khu trục Australia HMAS Quiberon và tàu sà lúp Ấn Độ HMIS Sutlej đánh chìm trong biển nội địa Seto vào ngày 8 tháng 5, 1946, trong khuôn khổ Chiến dịch Bottom. Có nguồn thông tin khác cho là con tàu bị tháo dỡ vào năm 1948.